# Mimoeme
Mimoeme is een kevergeslacht uit de familie van de boktorren (Cerambycidae). De wetenschappelijke naam van het geslacht werd voor het eerst geldig gepubliceerd in 1967 door Chemsak & Linsley.

## Soorten
Mimoeme omvat de volgende soorten:
- Mimoeme lycoides Chemsak & Linsley, 1967
- Mimoeme pseudamerica Touroult, Dalens & Tavakilian, 2010